# Val-d'Ornain
Val-d'Ornain é uma comuna francesa na região administrativa de Grande Leste, no departamento de Meuse. Estende-se por uma área de 24,16 km². Em 2010 a comuna tinha 1 020 habitantes (densidade: 42,2 hab./km²).